# 용과 마법 구슬
《용과 마법 구슬》(Dragonslayer)은 미국에서 제작된 매튜 로빈스 감독의 1981년 액션, 모험, 판타지 영화이다. 피터 맥니콜 등이 주연으로 출연하였고 할 바우드 등이 제작에 참여하였다.

## 출연

### 주연
- 피터 맥니콜
- 케이틀린 클라크
- 랠프 리처드슨

### 조연
- 존 할람
- 피터 에어
- 앨버트 서미
- 시드니 브롬리
- 클로이 살라먼

## 기타
- 협력프로듀서: 에릭 레트레이
- 미술: 엘리엇 스콧
- 의상: 안소니 멘들슨
- 배역: 데비 맥윌리엄스